# Statue-menhir de Planissart
La statue-menhir de Planissart est une statue-menhir appartenant au groupe rouergat découverte à  Fontrieu (ancienne commune de Ferrières), dans le département du Tarn en France.

## Description
Sur une ligne de crête entre les vallées de l'Agout et les Monts de Lacaune, au bord d'un chemin faisant office de séparation communale, il existait un monument connu sous le nom de « Tombeau des 3 seigneurs ». En 1977, le déplacement du monument permit de constater la présence de gravures. En 1980, Marie Maraval et D. Hauc identifièrent ces pierres comme les fragments d'une statue-menhir brisée en plusieurs morceaux. La statue reconstituée correspond à une dalle de granite mesurant 3,37 m de hauteur sur 1,46 m de largeur et 0,43 m d'épaisseur.
La statue restaurée est usée mais les gravures demeurent lisibles. C'est une statue masculine sans aucun caractère anthropomorphe. Le personnage porte une ceinture avec une boucle rectangulaire, un baudrier et « l'objet ». La trace d'une tentative de débitage d'une meule est nettement visible au dos de la statue,. Il est probable que c'est à cette occasion que la statue fut brisée.